# 오천군
오천군(鰲川郡)은 지금의 충청남도 보령시 오천면, 천북면, 군산시 옥도면 일부에 해당하는 옛 행정구역이다.

## 역사
백제 시대에는 신촌현(新村縣)이었고, 고려 시대에는 보령현이 되었다가 조선 시대에 보령현 충청수군절도사영이 되었다. 『신증동국여지승람』에는 오천(烏拪)으로 표기되어 있으며, 오천산의 서쪽 황해에는 수영이 기록되어 있다. 1901년에 오천군이 되었다.
오천이라는 지명은 천수만 양쪽 하단의 모양이 자라의 모양과 같고, 양쪽에서 천수만을 지켜주는 중간을 천수가 흐른다 하여 오천이라 부르기 시작하였다고 전해진다. 즉 조선 시대부터 오천이라는 지명이 존재하였지만, 1901년에 뜻이 좋은 글자로 한자 표기가 변경된 듯하다. 오천의 동쪽에 위치하므로 조선 시대에는 오천군 천동면(川東面)이라 하였다. 1914년 하남면 · 하서면 · 보령군 장척면 등을 병합하면서 10개 법정리를 관할하는 보령군 오천면이 되었으며, 1995년에 보령시 오천면이 되었다.
- 1901년 6월 1일, 옛 충청수영을 중심으로 충청남도 도서 지역에 오천군(4등군)을 설치하였다.[1]

| 구 구역 | 신 구역       |
| --- | ------------- |
| 보령군 금신면 (金神面) | 오천군 천동면 |
| 홍주군 용천면 (用川面) | 오천군 천북면 |
| 홍주군 안면도·원산도·황도·월도·육도·추도·소도·고대도·효자도·내장고도·저도·두지도·대야도·외장고도·외감도·삽시도·불모도·녹도·호도·외연도·황도·어청도 | 오천군 일부   |
| 태안군 거아도·가의도 | 오천군 일부   |
| 결성군 죽도 | 오천군 일부   |
| 서산군 간월도 | 오천군 일부   |
| 비인군 연도·죽도 | 오천군 일부   |
| 서천군 개야도 | 오천군 일부   |

- 1906년 9월 28일, 오천군에서 태안군에 인접해 있던 안면도, 황도, 간월도, 죽도, 거아도, 가의도 등을 태안군에 이속하였다.[2]
- 1914년 3월 1일, 남쪽 도서인 연도, 개야도, 죽도, 어청도가 옥구군에 편입되고 오천군의 나머지는 보령군에 편입되었다.[3]
- 1914년 4월 1일, 보령군에서 천북면을 제외한 나머지 구역이 오천면으로 통합되었다. 옥구군에 편입된 지역은 미면 소속이 되었다.[4][5]

## 1914년 이후
| 구 행정구역    | 신 행정구역   | 신 행정구역                                                    |
| -------------- | ------------- | -------------------------------------------------------------- |
| 천북면(川北面) | 보령군 천북면 | 궁포리, 낙동리, 사호리, 신덕리, 신죽리, 장은리, 하만리, 학성리 |
| 천동면(川東面) | 보령군 오천면 | 갈현리, 교성리, 소성리, 영보리, 오포리                         |
| 하서면(河西面) | 보령군 오천면 | 녹도리, 삽시도리, 외연도리                                     |
| 하남면(河南面) | 보령군 오천면 | 원산도리, 효자도리                                             |
| 하남면(河南面) | 옥구군 미면   | 개야도리, 어청도리, 연도리, 죽도리                             |